# Xenotransplantation
Xenotransplantation er transplantation af celler, væv eller organer på tværs af arter. Af xenos = fremmed, og transplantation = overførsel af væv. Eksempelvis arbejdes der på at overføre nerveceller, hjerte og lever fra svin til mennesker.